# سفيرة تحتاني (دير الزور)
سفيرة تحتاني قرية سورية تتبع ناحية كسرة في منطقة مركز دير الزور في محافظة دير الزور. بلغ عدد سكانها 4843 نسمة في عام 2004 حسب إحصاء المكتب المركزي للإحصاء.